# Julius von Klever
Pour les articles homonymes, voir Klever.
Julius von Klever (russe :  Юлий Юльевич Клевер) (1850-1924) est un peintre germano-balte. Il est connu comme paysagiste, de style académique. Il a été peintre émérite de première classe (1876), membre de l'Académie impériale des beaux-arts (1878), et professeur (1881).

## Biographie
Julius Klever est issu de la famille germano-balte des von Klever. Son père est docteur en chimie et enseigne à l'Institut vétérinaire à Derpt ou Dorpat (russe :  Дерпт), maintenant Tartu.
Il montre son inclination pour le dessin depuis l'enfance, et en 1867, après avoir terminé le lycée, il commence, sur l'insistance de son père, ses études supérieures en classe d'architecture de l'Académie impériale des beaux-arts. Il passe cependant rapidement dans celle de dessin, comme élève de Socrate Vorobiov, puis de Mikhaïl Klodt. Il est exclu en 1870 de l'Académie. Toutefois sa toile Un cimetière abandonné en hiver («Заброшенное кладбище зимой») est remarquée par la Société des artistes et acquise par le comte Pavel Stroganof (ru) en 1871. L'année suivante, c'est la grande-duchesse Marie Nikolaïevna qui achète une autre peinture, Coucher de soleil  («Закат»).
En 1874, il organise sa première exposition dans les locaux de la Société impériale d'encouragement des beaux-arts. En 1875 il reçoit de la société un prix pour sa toile Un parc abandonné («Запущенный парк») et en 1976 un autre pour Première neige sur un champ labouré («Первый снег на вспаханном поле»). Sa seconde exposition personnelle a lieu en 1876. Après qu'en 1876 le tsar Alexandre II a souhaité acquérir son tableau La forêt de bouleaux  («Березовый лес»),  il reçoit la distinction de peintre émérite de première classe, et en 1878 il est nommé académicien pour le tableau Un vieux parc («Старый парк «Вид запущенного парка в Мариенбург»). En 1879, avec l'acteur peintre amateur Vassili Samoïlov (ru), il travaille sur l'île de Nargen, aujourd'hui Naissaar, et une de ses toiles, Une forêt sur l'île de Nagren («Лес на острове Нарген «Девственный лес»») est vendue à Pavel Tretiakov, une seconde, L'Île de Nargen («Остров Нарген») au grand-duc Alexis Alexandrovitch, et une autre, Forêt en hiver («Лес зимой»), à Alexandre III.
Il peint également une série de tableaux pour le palais du mécène Alexandre Kouznetsov à Foros.
Dans les années 1890, il part pour l'Allemagne, après avoir été cité comme témoin dans la retentissante fraude financière dont est accusé son ami P. Issev, ancien secrétaire-conférencier de l'Académie des Beaux-Arts. La famille Klever revient en Russie en 1915. Il organise alors une exposition à Moscou. Après la révolution de 1917, Julius von Klever reçoit une aide financière de la Société des artistes Arkhip Kouïndji. Il enseigne jusqu'à la fin de sa vie à l'Académie des Beaux-Arts et à l'Académie d'art et d'industrie Stieglitz, où est titulaire de la chaire de peinture monumentale.
Il est inhumé au cimetière orthodoxe de Smolensk. En 1980, un nouveau monument est érigé en son honneur, à côté de l'église de Smolensk.

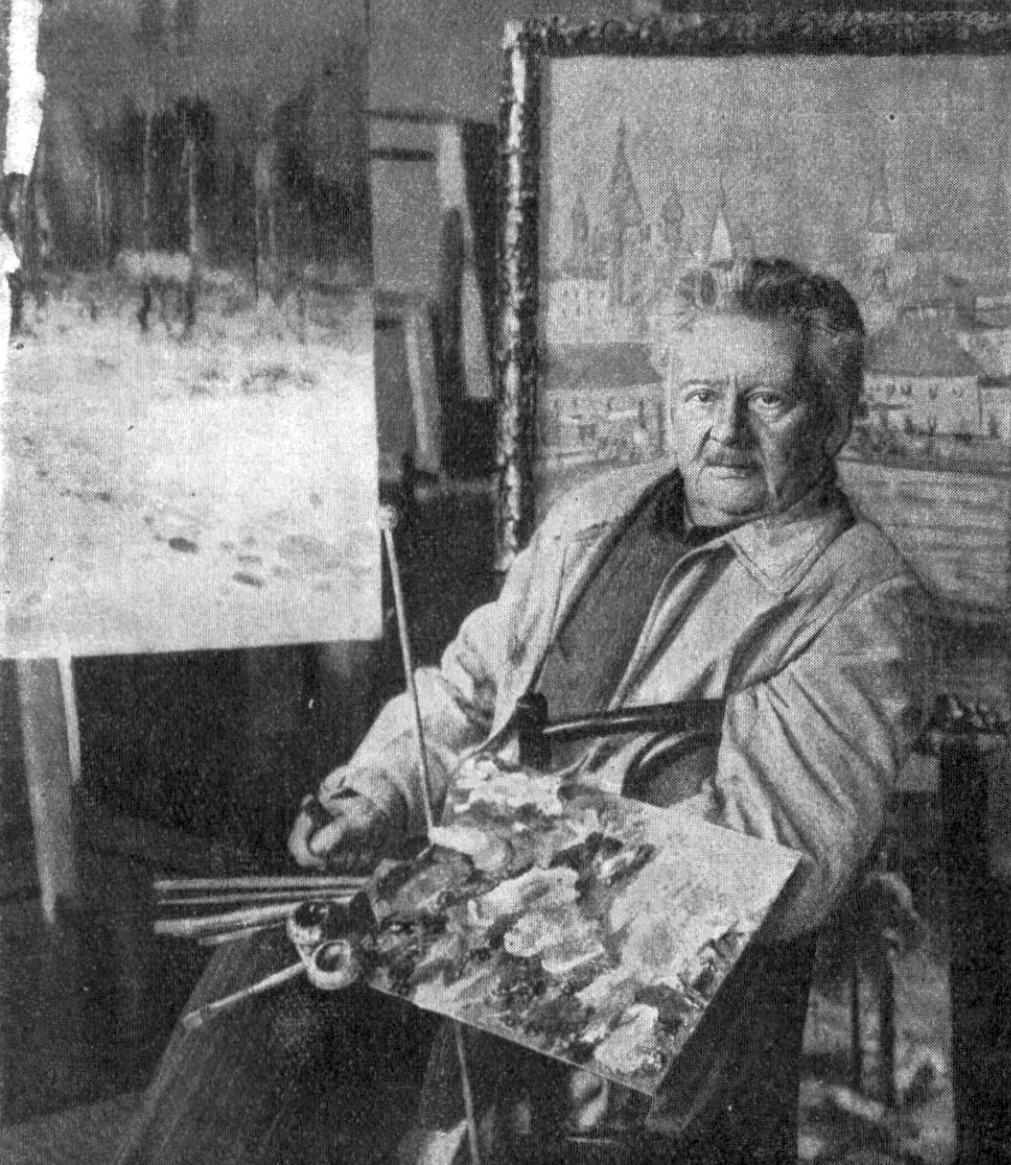
Julius von Klever en 1914

## Œuvres
Les œuvres de Julius Klever se trouvent au Musée Russe de Saint-Pétersbourg, à la Galerie Tretiakov et au Musée d'art et d'histoire de Serpoukhov à Moscou, dans les musées de Barnaoul, Volgograd, Kalouga, Kozmodemiansk, Kostroma, Krasnodar, Lipetsk, Novgorod, Sebastopol, Serpoukhov, Stavropol, Syktyvkar, Tambov, Oulianovsk, Alma-ty, Erevan et dans plusieurs autres collections.

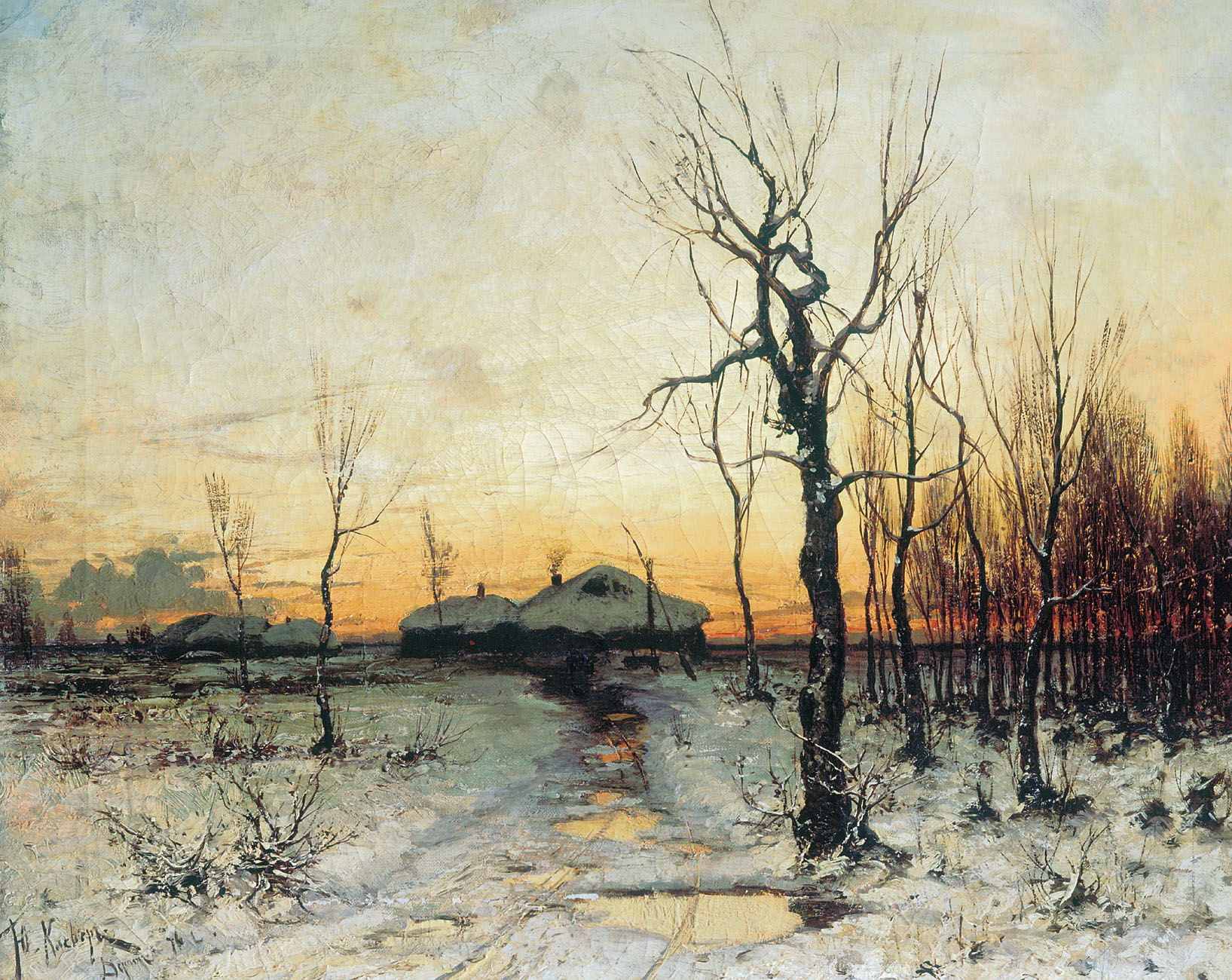
Hiver. 1876. Musée des Beaux-Arts d'Oulianovsk
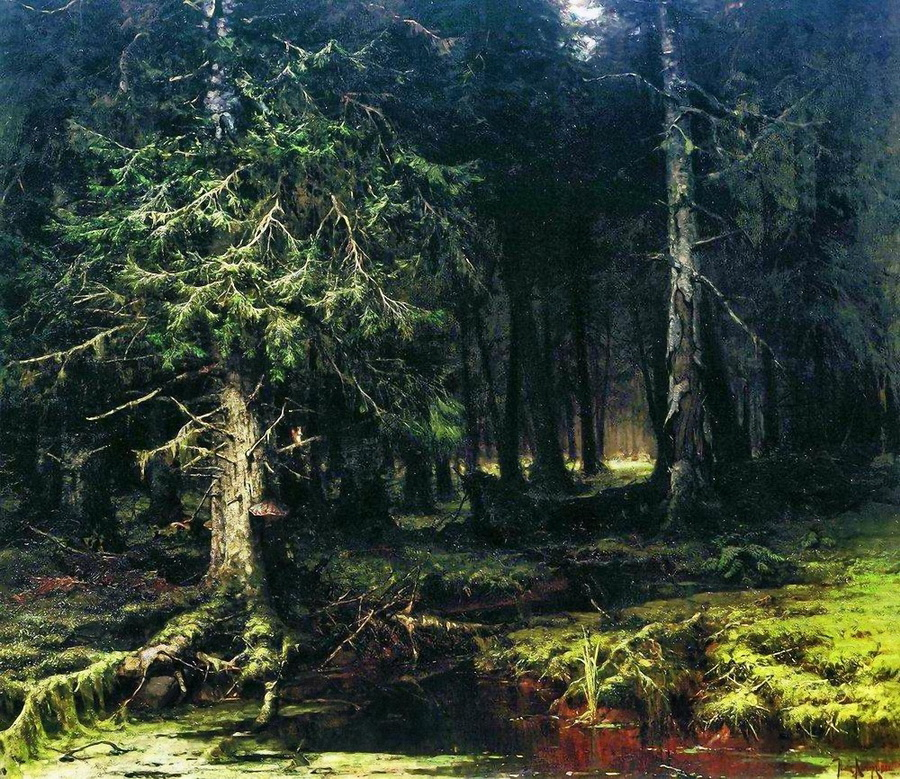
Forêt vierge. 1880. Galerie Tretiakov.
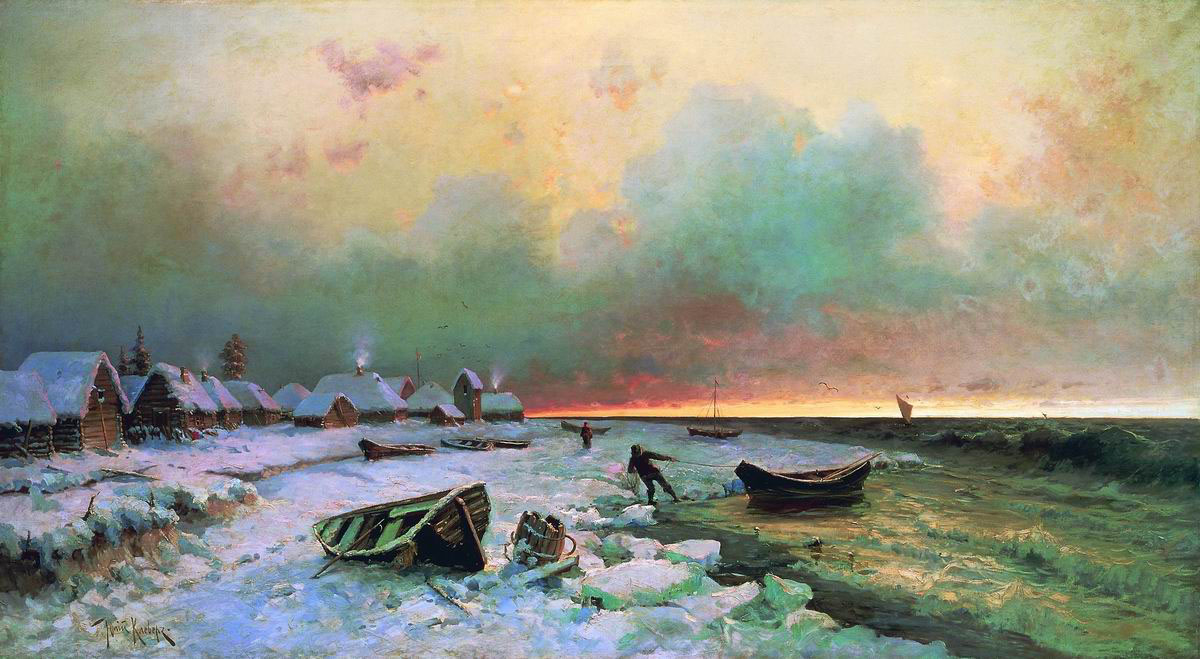
Village sur l'île de Nargen. 1881. Musée russe.
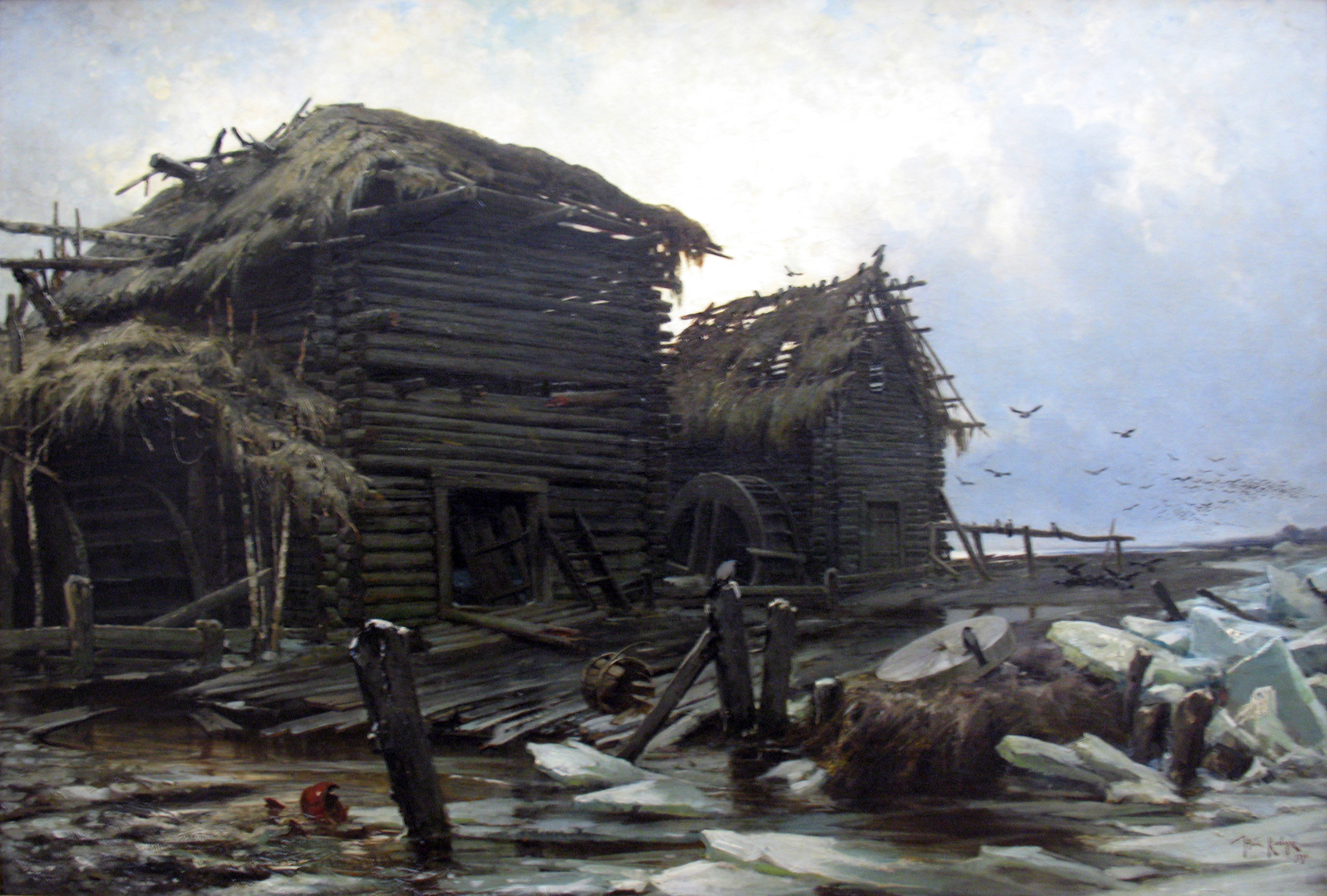
Moulin abandonné. 1890. Galerie Tretiakov.
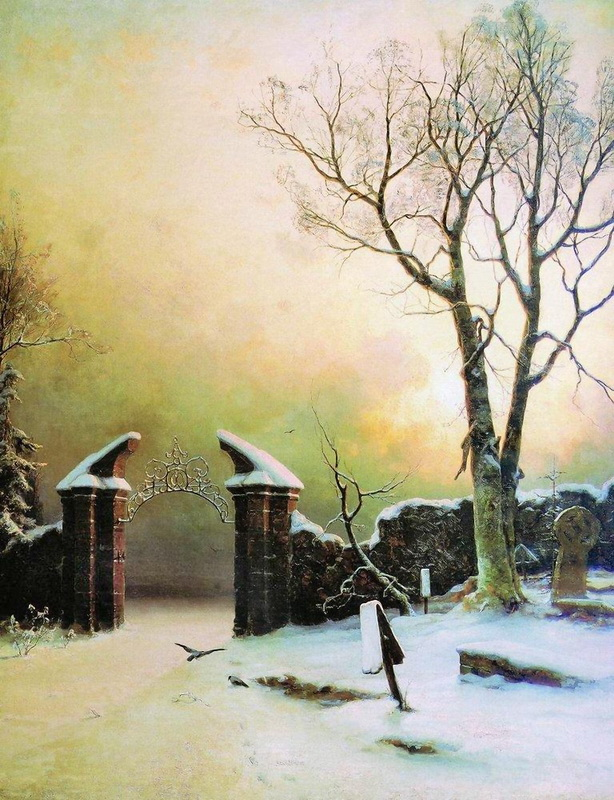
Cimetière abandonné. 1890. Musée Russe.
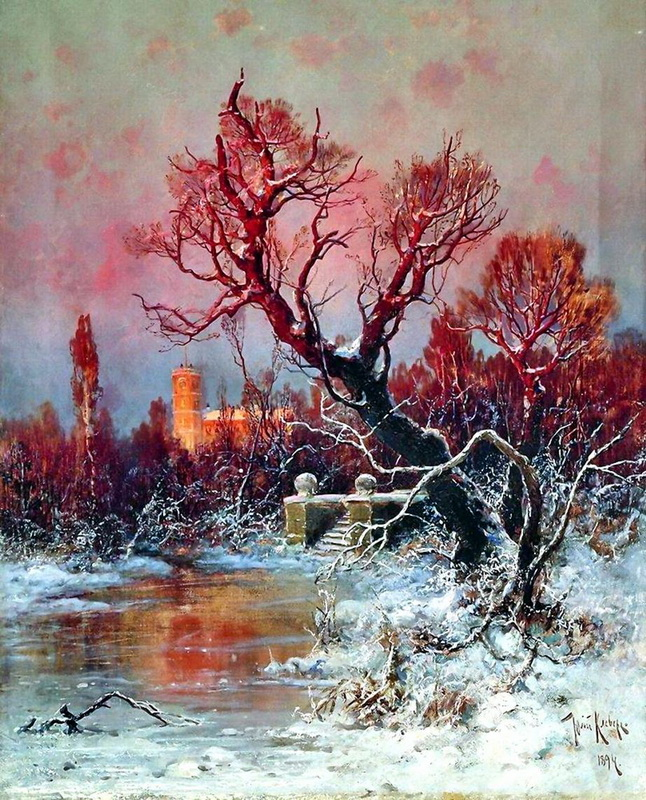
Dans le parc du palais de Gatchine. 1894. Musée des Beaux-Arts de Stavropol.
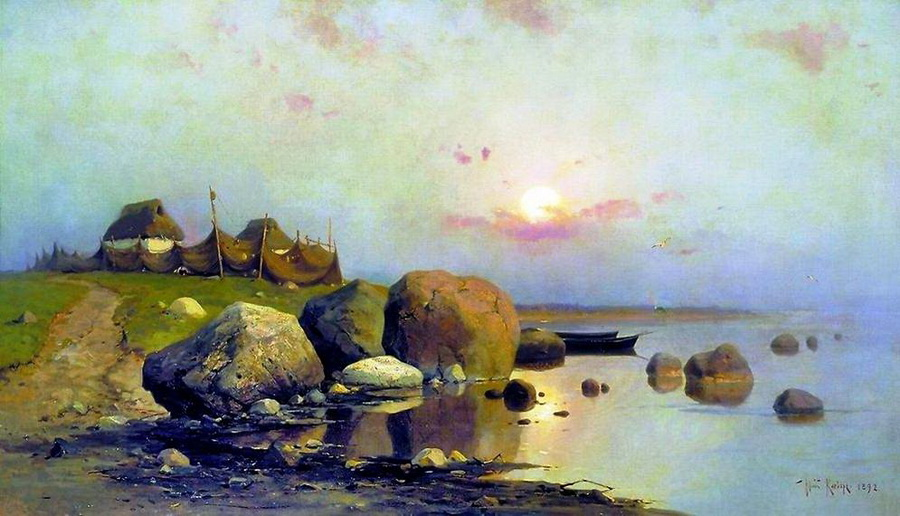
Village de pêcheurs. 1892. Galerie Tretiakov.

Le succès rapide de Julius Klever lui valut de nombreuses commandes, et, peignant parfois jusqu'à une toile par jour, il commença à faire des esquisses au pinceau, complétées ensuite par des assistants. De nombreuses œuvres sont signés Klever et atelier ( Клевер и мастерская), cercle de peintres dont tous les membres ne sont pas encore connus aujourd'hui. Le plus célèbre de ces co-auteurs était Nicolaï Obolenski.

## Mentions littéraires
Il est fait mention d'un tableau de Julius von Klever, le Crépuscule d'hiver dans une des nouvelles des Allées sombres d'Ivan Bounine.

## Famille
Il a un fils, Constantin (1868-1937), futur peintre, de la fille du peintre Constantin von Kügelgen.
Il épouse en 1875 Zinaïda Karlovna Ferro, fille d'un général à la retraite, directeur de la pharmacie du palais, Karl Vassilievitch Ferro. Les quatre enfants de cette union sont :
- Maria (1878-1967), peintre de théâtre ;
- Iouli (1882-1942), peintre. Il a fait une exposition personnelle à Moscou en 1910, et enseigna à l'école de dessins de Saint-Pétersbourg de 1902 à 1906 et de 1909 à 1917. Il est mort pendant le siège de Léningrad.
- Oscar (1887-1975), peintre. Il illustra et réalisa des livres, dessina des costumes de théâtres et des décors pour le théâtre ambulant de Pavel Gaïdebourov (ru) de Saint-Pétersbourg. Après la révolution, il travailla principalement comme peintre de théâtre et graphiste.
- Olga (?-1942) morte pendant le siège de Léningrad.